# Jania huertae
Jania huertae Chávez, 1971  é o nome botânico de uma espécie de algas vermelhas marinhas pluricelulares do gênero Jania.

## Sinonímia
Não apresenta sinônimos.